# Ilha Kunghit
A Ilha Kunghit é uma ilha na província canadiana da Colúmbia Britânica. É a ilha mais meridional do arquipélago de Haida Gwaii (ex-Ilhas da Rainha Carlota), a sul da Ilha Moresby. O ponto mais a sul da Ilha Kunghit, chamado Cabo St. James, é usado para delimitar a fronteira entre o Estreito de Hecate e a Enseada da Rainha Carlota.
A Ilha Kunghit tem 24 km de comprimento e varia em largura entre 2 e 13 km. Tem 215 km² de área. O Canal de Houston Stewart separa-a da Ilha Moresby.